# Svadharma
Svadharma est un terme sanskrit (de sva : propre, et dharma : loi, devoir) qui désigne, dans l'hindouisme, les devoirs d'un individu, en fonction de sa classe sociale, de sa caste ou de la disposition naturelle dans laquelle il se trouve et qu'il doit suivre.

## Bhagavad-Gita
Le terme est utilisé dans la Bhagavad-Gita : « Mieux vaut pour chacun sa propre loi d'action [svadharma], même imparfaite, que la loi d'autrui, même bien appliquée. Mieux vaut périr dans sa propre loi ; il est périlleux de suivre la loi d'autrui. » « Mieux vaut pour chacun sa propre loi d'action, même imparfaite, que la loi d'autrui, même bien appliquée. On n'encourt pas le péché quand on agit selon la loi de sa propre nature [svabhāva]. »
Selon Aurobindo, « dans la nature, chacun de nous a un principe et une volonté de son propre devenir ; chaque âme est une force de conscience de soi qui formule en soi une idée du Divin et par là dirige son action et son évolution, sa progressive découverte de soi, son expression de soi variée et pourtant constante, sa croissance, incertaine en apparence, mais secrètement inéluctable, jusqu’en la plénitude. C’est notre svabhâva, notre propre nature réelle ; c’est notre vérité d’être qui présentement ne trouve qu’une expression partielle constante en notre devenir divers dans le monde. La loi d’action déterminée par ce svabhâva est notre svadharma, la juste loi selon laquelle nous nous formons nous-même, selon laquelle nous fonctionnons, nous travaillons. ».